# ۵۰۹ (خورشیدی)
۵۰۹ پانصد و نهمین سال هجری خورشیدی است.